# Eupithecia antivulgaria
Eupithecia antivulgaria är en fjärilsart som beskrevs av Inoue 1965. Eupithecia antivulgaria ingår i släktet Eupithecia och familjen mätare. Inga underarter finns listade i Catalogue of Life.